# قائمة تشريعات التجارة والشركات (مصر)
قوانين وقرارات التجارة في مصر

## التجارة
| م | التشريع المنظم                                       | تشريعات التعديلات                                                             | قرارات اللائحة التنفيذية للتشريع المنظم | الحالة | ملاحظات                                                                                                 |
| - | ---------------------------------------------------- | ----------------------------------------------------------------------------- | --------------------------------------- | ------ | --- |
|   | التجارة قانون رقم 17 لسنة 1999                       | - قانون رقم 158 لسنة 2003 - قانون رقم 150 لسنة 2001 - قانون رقم 168 لسنة 2000 |                                         | ساري   | ألغي بموجبه: - قانون التجارة الصادر بالأمر العالي في 13 نوفمبر 1883 عدا الفصل الأول من الباب الثاني منه |
|   | بعض البيوع التجارية رقم 100 لسنة 1957                | - قانون رقم 47 لسنة 1968 - قانون رقم 218 لسنة 1960                            |                                         | ساري   | |
|   | القانون التجاري                                      | قانون رقم 655 لسنة 1954                                                       |                                         | ملغي   | |
|   | قانون التجارة الأهلي                                 | - قانون رقم 12 لسنة 1944 - قانون رقم 78 لسنة 1943                             |                                         | ملغي   | |
|   | قانون التجارة المختلط                                | قانون رقم 78 لسنة 1943                                                        |                                         | ملغي   | |
|   | قانون التجارة الصادر بالأمر العالي في 13 نوفمبر 1883 |                                                                               |                                         | ملغي   | |

## التسعير الجبري
| م | التشريع المنظم                                        | تشريعات التعديلات | قرارات اللائحة التنفيذية للتشريع المنظم | الحالة | ملاحظات                                 |
| - | ----------------------------------------------------- | --- | --------------------------------------- | ------ | --------------------------------------- |
|   | التسعير الجبري وتحديد الأرباح قانون رقم 163 لسنة 1950 | - قانون رقم 128 لسنة 1982 - قانون رقم 108 لسنة 1980 - قانون رقم 28 لسنة 1957 - قانون رقم 297 لسنة 1956 - قانون رقم 570 لسنة 1954 |                                         |        | ألغي بموجبه: - القانون رقم 96 لسنة 1945 |
|   | التسعير الجبري قانون رقم 96 لسنة 1945                 | قانون رقم 132 لسنة 1948 |                                         | ملغي   |                                         |

## تجارة الجملة
| م | التشريع المنظم                            | تشريعات التعديلات                                  | قرارات اللائحة التنفيذية للتشريع المنظم | الحالة | ملاحظات |
| - | ----------------------------------------- | -------------------------------------------------- | --------------------------------------- | ------ | ------- |
|   | تنظيم تجارة الجملة قانون رقم 68 لسنة 1949 | - قانون رقم 139 لسنة 1960 - قانون رقم 43 لسنة 1959 |                                         | ساري   |         |

## تجارة القطن
| م | التشريع المنظم                                      | تشريعات التعديلات     | قرارات اللائحة التنفيذية للتشريع المنظم | الحالة | ملاحظات |
| - | --------------------------------------------------- | --------------------- | --------------------------------------- | ------ | ------- |
|   | تنظيم تجارة القطن في الداخل قانون رقم 210 لسنة 1994 | قانون رقم 4 لسنة 2015 |                                         | ساري   |         |

## تجارة العلف
| م | التشريع المنظم                                         | تشريعات التعديلات                                  | قرارات اللائحة التنفيذية للتشريع المنظم | الحالة | ملاحظات                                   |
| - | ------------------------------------------------------ | -------------------------------------------------- | --------------------------------------- | ------ | ----------------------------------------- |
|   | تنظيم تجارة علف الحيوان وصناعته قانون رقم 21 لسنة 1957 | - قانون رقم 192 لسنة 1959 - قانون رقم 72 لسنة 1957 |                                         | ملغي   | ملغي بموجب قانون الزراعة رقم 53 لسنة 1966 |

## تجارة الدخان
| م | التشريع المنظم                                   | تشريعات التعديلات      | قرارات اللائحة التنفيذية للتشريع المنظم | الحالة | ملاحظات |
| - | ------------------------------------------------ | ---------------------- | --------------------------------------- | ------ | ------- |
|   | تنظيم صناعة وتجارة الدخان قانون رقم 74 لسنة 1933 | قانون رقم 79 لسنة 1944 |                                         | ساري   |         |

## الوكالة التجارية
| م | التشريع المنظم                                                                                     | تشريعات التعديلات                    | قرارات اللائحة التنفيذية للتشريع المنظم                                                                                    | الحالة           | ملاحظات                                                                                         |
| - | -------------------------------------------------------------------------------------------------- | ------------------------------------ | --- | ---------------- | ----------------------------------------------------------------------------------------------- |
|   | تنظيم أعمال الوكالة التجارية وبعض أعمال الوساطة التجارية قانون رقم 120 لسنة 1982                   | قانون رقم 21 لسنة 2022               | - قرار وزاري رقم 362 لسنة 2005 - قرار وزاري رقم 111 لسنة 2000 - قرار وزاري رقم 84 لسنة 1988 - قرار وزاري رقم 342 لسنة 1982 | ساري             | ألغي بموجبه: - القانون رقم 107 لسنة 1961 - القانون رقم 93 لسنة 1974 - القانون رقم 117 لسنة 1975 |
|   | رسوم القيد في سجلات أعمال الوكالة التجارية قانون رقم 117 لسنة 1975                                 |                                      | | ملغي             |                                                                                                 |
|   | بعض الأحكام الخاصة بتنظيم أعمال الوكالة التجارية قرار رئيس الجمهورية رقم 1906 لسنة 1974            | قرار رئيس الجمهورية رقم 14 لسنة 1976 | |                  |                                                                                                 |
|   | حق المواطنين في ممارسة تمثيل الشركات الأجنبية قانون رقم 93 لسنة 1974                               |                                      | | ملغي             |                                                                                                 |
|   | بعض الأحكام الخاصة بتنظيم أعمال الوكالة التجارية قانون رقم 107 لسنة 1961                           |                                      | | ملغي             | ألغي بموجبه: - القانون رقم 24 لسنة 1957                                                         |
|   | تنظيم أعمال الوكالة التجارية قانون رقم 47 لسنة 1961                                                |                                      | | ساري             | ألغي بموجبه: - القانون رقم 24 لسنة 1957                                                         |
|   | تقرير بعض الإعفاءات بمناسبة تمصير البنوك وهيئات التأمين والوكالات التجارية قانون رقم 121 لسنة 1957 |                                      | | استنفد الغرض منه |                                                                                                 |
|   | بعض الأحكام الخاصة بتنظيم أعمال الوكالة التجارية قانون رقم 24 لسنة 1957                            |                                      | | ملغي             |                                                                                                 |

## الأسماء والعلامات التجارية
| م | التشريع المنظم                                     | تشريعات التعديلات       | قرارات اللائحة التنفيذية للتشريع المنظم | الحالة | ملاحظات                         |
| - | -------------------------------------------------- | ----------------------- | --------------------------------------- | ------ | ------------------------------- |
|   | الأسماء التجارية قانون رقم 55 لسنة 1951            |                         |                                         | ساري   |                                 |
|   | العلامات والبيانات التجارية قانون رقم 57 لسنة 1939 | قانون رقم 531 لسنة 1953 |                                         | ملغي   | ملغي بموجب القانون 82 لسنه 2002 |

## المحال والملاهي
| م | التشريع المنظم | تشريعات التعديلات | قرارات اللائحة التنفيذية للتشريع المنظم  | الحالة | ملاحظات                                                                                          |
| - | --- | --- | ---------------------------------------- | ------ | ------------------------------------------------------------------------------------------------ |
|   | المحال العامة قانون رقم 154 لسنة 2019                                                                                                   | | قرار رئيس مجلس الوزراء رقم 590 لسنة 2020 | ساري   | ألغي بموجبه: - القانون 372 رقم لسنة 1956 - القانون 371 رقم لسنة 1956 - القانون 453 رقم لسنة 1954 |
|   | تخويل وزارة السياحة سلطة الرقابة على المصنفات الفنية التى تؤدى فىي المحال العامة والملاهي الليلية قرار رئيس الجمهورية رقم 865 لسنة 1969 | |                                          |        |                                                                                                  |
|   | الملاهي قانون رقم 372 لسنة 1956 | قانون رقم 169 لسنة 1957 |                                          | ملغي   |                                                                                                  |
|   | المحال العامة قانون رقم 371 لسنة 1956                                                                                                   | قانون رقم 170 لسنة 1957 |                                          | ملغي   | ألغي بموجبه: - القانون رقم 38 لسنة 1941                                                          |
|   | المحال الصناعية والتجارية قانون رقم 453 لسنة 1954                                                                                       | - قانون رقم 129 لسنة 1982 - قانون رقم 177 لسنة 1981 - قانون رقم 209 لسنة 1980 - قانون رقم 359 لسنة 1966                                                   |                                          | ملغي   |                                                                                                  |
|   | تنظيم ساعات العمل في المحلات التجارية قانون رقم 72 لسنة 1946                                                                            | |                                          | ملغي   |                                                                                                  |
|   | المحال العمومية قانون رقم 38 لسنة 1941                                                                                                  | - قانون رقم 18 لسنة 1955 - قانون رقم 455 لسنة 1954 - قانون رقم 97 لسنة 1954 - قانون رقم 380 لسنة 1953 - قانون رقم 285 لسنة 1953 - قانون رقم 284 لسنة 1952 |                                          | ملغي   |                                                                                                  |
|   | بيع المحال التجارية ورهنه قانون رقم 11 لسنة 1940                                                                                        | |                                          | ساري   |                                                                                                  |

## الباعة المتجولين
| م | التشريع المنظم                          | تشريعات التعديلات                                   | قرارات اللائحة التنفيذية للتشريع المنظم | الحالة | ملاحظات                                 |
| - | --------------------------------------- | --------------------------------------------------- | --------------------------------------- | ------ | --------------------------------------- |
|   | الباعة المتجولين قانون رقم 33 لسنة 1957 | - قانون رقم 105 لسنة 2012 - قانون رقم 174 لسنة 1981 |                                         | ساري   | ألغي بموجبه: - القانون رقم 73 لسنة 1943 |
|   | الباعة المتجولين قانون رقم 73 لسنة 1943 | قانون رقم 19 لسنة 1951                              |                                         | ملغي   |                                         |

## الغرف التجارية
| م | التشريع المنظم                         | تشريعات التعديلات      | قرارات اللائحة التنفيذية للتشريع المنظم | الحالة | ملاحظات |
| - | -------------------------------------- | ---------------------- | --------------------------------------- | ------ | ------- |
|   | الغرف التجارية قانون رقم 189 لسنة 1951 | قانون رقم 22 لسنة 2015 |                                         | ساري   |         |

## التجارة البحرية
| م | التشريع المنظم                                                                                                   | تشريعات التعديلات | قرارات اللائحة التنفيذية للتشريع المنظم | الحالة | ملاحظات |
| - | --- | ----------------- | --------------------------------------- | ------ | ------- |
|   | تحديد الوزير المختص والجهة الإدارية المختصة في تطبيق قانون التجارة البحرية قرار رئيس الجمهورية رقم 332 لسنة 1990 |                   |                                         |        |         |
|   | التجارة البحرية رقم 8 لسنة 1990                                                                                  | رقم 3 لسنة 2025   |                                         | ساري   |         |
|   | مزاولة بعض المهن البحرية على السفن التجارية والوحدات البحرية في الموانئ رقم 32 لسنة 1970                         |                   |                                         | ساري   |         |

## تنمية التجارة
| م | التشريع المنظم                                                          | تشريعات التعديلات | قرارات اللائحة التنفيذية للتشريع المنظم | الحالة | ملاحظات |
| - | ----------------------------------------------------------------------- | ----------------- | --------------------------------------- | ------ | ------- |
|   | إنشاء جهاز تنمية التجارة الداخلية قرار رئيس الجمهورية رقم 354 لسنة 2008 |                   |                                         |        |         |

## السجل التجاري
| م | التشريع المنظم                              | تشريعات التعديلات                                                            | قرارات اللائحة التنفيذية للتشريع المنظم | الحالة | ملاحظات                                  |
| - | ------------------------------------------- | ---------------------------------------------------------------------------- | --- | ------ | ---------------------------------------- |
|   | السجل التجاري قانون رقم 34 لسنة 1976        | - قانون رقم 198 لسنة 2020 - قانون رقم 75 لسنة 2017 - قانون رقم 98 لسنة 1996  | - قرار وزاري رقم 192 لسنة 2004 - قرار وزاري رقم 72 لسنة 2004 - قرار وزاري رقم 293 لسنة 2000 - قرار وزاري رقم 284 لسنة 2000 - قرار وزاري رقم 826 لسنة 1978 - قرار وزاري رقم 946 لسنة 1976 | ساري   | ألغي بموجبه: - القانون رقم 219 لسنة 1953 |
|   | إنشاء السجل التجاري قانون رقم 219 لسنة 1953 | - قانون رقم 219 لسنة 1960 - قانون رقم 168 لسنة 1955 - قانون رقم 68 لسنة 1954 | | ملغي   | ألغي بموجبه: - القانون رقم 46 لسنة 1934  |
|   | إنشاء السجل التجاري قانون رقم 46 لسنة 1934  | قانون رقم 10 لسنة 1946                                                       | | ملغي   |                                          |

## شركات المساهمة
| م | التشريع المنظم                                                                                | تشريعات التعديلات | قرارات اللائحة التنفيذية للتشريع المنظم | الحالة | ملاحظات                                                                                         |
| - | --------------------------------------------------------------------------------------------- | --- | --- | ------ | ----------------------------------------------------------------------------------------------- |
|   | الترخيص لأشخاص القانون العام بتأسيس شركات مساهمة قانون رقم 127 لسنة 2015                      | | | ساري   |                                                                                                 |
|   | شركات المساهمة وشركات التوصية بالأسهم والشركات ذات المسئولية المحدودة قانون رقم 159 لسنة 1981 | - قانون رقم 4 لسنة 2018 - قانون رقم 68 لسنة 2009 - قانون رقم 159 لسنة 1998 - قانون رقم 3 لسنة 1998 - قانون رقم 212 لسنة 1994 | - قرار وزاري رقم 16 لسنة 2018 - قرار وزاري رقم 94 لسنة 2017 - قرار وزاري رقم 85 لسنة 2010 - قرار وزاري رقم 16 لسنة 2010 - قرار وزاري رقم 90 لسنة 2009 - قرار وزاري رقم 11 لسنة 2008 - قرار وزاري رقم 2 لسنة 2007 - قرار وزاري رقم 282 لسنة 2005 - قرار رئيس مجلس الوزراء رقم 1212 لسنة 2004 - قرار وزاري رقم 251 لسنة 1998 - قرار وزاري رقم 496 لسنة 1997 - قرار وزاري رقم 471 لسنة 1997 - قرار وزاري رقم 40 لسنة 1995 - قرار وزاري رقم 461 لسنة 1994 - قرار وزاري رقم 204 لسنة 1991 - قرار وزاري رقم 408 لسنة 1987 - قرار وزاري رقم 96 لسنة 1982 | ساري   | ألغي بموجبه: - القانون رقم 137 لسنة 1961 - القانون رقم 244 لسنة 1960 - القانون رقم 26 لسنة 1954 |
|   | تشكيل مجلس إدارة شركات المساهمة قانون رقم 137 لسنة 1961                                       | قانون رقم 154 لسنة 1961 | | ملغي   |                                                                                                 |
|   | الإندماج في شركات المساهمة قانون رقم 244 لسنة 1960                                            | | | ملغي   | ألغي بموجبه: - القانون رقم 54 لسنة 1957                                                         |
|   | الإندماج في شركات المساهمة قانون رقم 54 لسنة 1957                                             | قانون رقم 140 لسنة 1957 | | ملغي   |                                                                                                 |
|   | شركات المساهمة وشركات التوصية بالأسهم والشركات ذات المسئولية المحدودة قانون رقم 26 لسنة 1954  | - قرار رئيس الجمهورية رقم 143 لسنة 1963 - قانون رقم 96 لسنة 1962 - قانون رقم 160 لسنة 1960 - قانون رقم 143 لسنة 1959 - قانون رقم 90 لسنة 1959 - قانون رقم 7 لسنة 1959 - قانون رقم 198 لسنة 1958 - قانون رقم 114 لسنة 1958 - قانون رقم 143 لسنة 1957 - قانون رقم 45 لسنة 1957 - قانون رقم 159 لسنة 1956 - قانون رقم 314 لسنة 1955 - قانون رقم 155 لسنة 1955 - قانون رقم 27 لسنة 1955 | | ملغي   |                                                                                                 |

## شركات حراسة المنشآت ونقل الأموال
| م | التشريع المنظم                                          | تشريعات التعديلات       | قرارات اللائحة التنفيذية للتشريع المنظم | الحالة | ملاحظات |
| - | ------------------------------------------------------- | ----------------------- | --------------------------------------- | ------ | ------- |
|   | شركات حراسة المنشآت ونقل الأموال قانون رقم 86 لسنة 2015 | قانون رقم 126 لسنة 2015 | قرار وزاري رقم 133 لسنة 2016            | ساري   |         |
|   | الحراس الخصوصيين قانون رقم 68 لسنة 1970                 | قانون رقم 33 لسنة 1976  |                                         | ساري   |         |

## إعادة الهيكلة والصلح الواقي من الافلاس
| م | التشريع المنظم                                                | تشريعات التعديلات      | قرارات اللائحة التنفيذية للتشريع المنظم | الحالة | ملاحظات                                                 |
| - | ------------------------------------------------------------- | ---------------------- | --------------------------------------- | ------ | ------------------------------------------------------- |
|   | إعادة الهيكلة والصلح الواقي من الافلاس قانون رقم 11 لسنة 2018 | قانون رقم 11 لسنة 2021 |                                         | ساري   | ألغي بموجبه: - الباب الخامس من القانون رقم 17 لسنة 1999 |

## أنظر أيضاً
- قائمة تشريعات الاستثمار والمناطق الحرة (مصر)
- قائمة تشريعات المناطق الاقتصادية (مصر)
- قائمة تشريعات التعاقدات والمناقصات والمزايدات (مصر)
- قائمة تشريعات الطاقة والثروة المعدنية (مصر)
- قائمة تشريعات السياحة (مصر)
- قائمة تشريعات الصناعة (مصر)
- قائمة تشريعات الزراعة (مصر)
- قائمة تشريعات النقل (مصر)
- قائمة تشريعات التعمير (مصر)
- قائمة تشريعات الصحة (مصر)
- قائمة تشريعات الرياضة (مصر)
- قائمة تشريعات التنمية (مصر)
- قائمة تشريعات المواصفات والقياس (مصر)
- قائمة تشريعات الاستيراد والتصدير (مصر)
- قائمة تشريعات الإتفاقيات الدولية (مصر)
- قائمة تشريعات الرقابة والحماية والتحكيم (مصر)
- قائمة تشريعات الأسواق والأدوات المالية غير المصرفية (مصر)
- قائمة تشريعات المصارف والنقد (مصر)
- قائمة تشريعات الضرائب والجمارك والرسوم (مصر)
- قائمة تشريعات العمل (مصر)